# バブサ語
バブサ語（バブサご）は、台湾の原住民バブザ族の言語。バブザ語とも呼ばれる。漢字では巴布薩語、猫霧拺語と表記される。絶滅した言語である。